# Interstellar
Interstellar è un film del 2014 diretto da Christopher Nolan, interpretato da Matthew McConaughey, Anne Hathaway, Jessica Chastain e Michael Caine.
Nolan ha scritto la sceneggiatura insieme a suo fratello Jonathan, che per primo sviluppò la pellicola nel 2007; Kip Thorne, fisico teorico del CIT e tra i maggiori esperti internazionali sulla teoria della relatività generale, ha contribuito al film come consulente scientifico.
Nel 2015 ha vinto il Premio Oscar per i migliori effetti speciali e ha ricevuto altre quattro candidature (miglior colonna sonora, miglior montaggio sonoro, miglior sonoro e miglior scenografia).

## Trama
Nella seconda metà del ventunesimo secolo l'ex pilota della NASA Joseph Cooper è costretto a lavorare come agricoltore a causa di una carestia globale causata dalla peronospora, da tempeste di sabbia e raccolti insoddisfacenti. Queste piaghe hanno reso la vita sulla Terra sempre più difficile. L'agricoltura ha assorbito la quasi totalità delle energie della società, escludendo molte altre attività ritenute inutili, compreso l'abbandono di qualsiasi ricerca scientifica e spaziale. Le scuole governative scoraggiano attivamente gli allievi dallo studiare materie differenti, tra cui l'esplorazione spaziale, sostenendo che eventi storici come lo sbarco sulla Luna siano menzogne della politica e che organizzazioni scientifiche come la NASA siano state chiuse perché spreco di denaro e risorse.
La figlia di dieci anni di Cooper, Murph, assiste a strani fenomeni paranormali che avvengono nella libreria della sua camera da letto, come la caduta di libri, che ritiene siano opera di un fantasma che comunica con lei attraverso la libreria. Dopo una delle tante tempeste di sabbia (divenute ormai un evento atmosferico abituale nel mondo degradato di quell'epoca), Cooper nota che le particelle di sabbia sul pavimento della camera da letto di Murph sembrano come disposte in un preciso ordine; interpretandole come un codice binario, risultano essere una serie di coordinate geografiche. Lui e Murph raggiungono il luogo delle coordinate che, dietro un complesso abitativo apparentemente abbandonato, si dimostra essere una struttura governativa segreta della NASA, mai davvero chiusa e solo mantenuta segreta dal governo. Qui il professor John Brand spiega che la NASA è stata segretamente incaricata dallo Stato di trovare una nuova casa per l'umanità, questo perché l'aspettativa di vita per l'umanità è stimata in altre due generazioni al massimo. Indagando su un wormhole apparso misteriosamente 48 anni prima vicino a Saturno, avevano lanciato la missione spaziale Lazarus, mandando 12 astronavi in altrettanti pianeti per poter analizzarne in loco le potenziali capacità "abitative" per la vita, in viaggi di sola andata; tre di questi scienziati avevano inviato dati promettenti sull'abitabilità di altrettanti pianeti.
Brand afferma di essere al lavoro su un'equazione relativa alla gravità per rendere possibile la costruzione di moduli di trasporto spaziali necessari per evacuare tutta l'umanità dalla Terra. Nonostante l'opposizione della piccola Murph, estremamente contraria, Cooper lascia al figlio Tom la gestione della fattoria, ed accetta di comandare un viaggio interstellare esplorativo sui tre pianeti della missione Lazarus con lo scopo di fornire ulteriori riscontri, insieme agli scienziati Romilly, Doyle e Amelia Brand (figlia del professore) gestendo l'enorme stazione spaziale Endurance, dotata di moduli volanti più piccoli e maneggevoli così come 5000 embrioni fertilizzati. La nave è diretta verso lo stesso cunicolo spazio-temporale che un decennio prima avevano attraversato gli scienziati della missione Lazarus.
L'Endurance passa attraverso il wormhole arrivando in un'altra galassia con un sistema planetario in orbita attorno a un buco nero supermassiccio chiamato Gargantua. Decidono di visitare come primo pianeta quello scelto per l'astronauta Miller, il più vicino al buco nero. Atterrati, scoprono un pianeta oceanico con enormi maremoti e senza terraferma, dove Doyle muore annegato e, a causa di un'enorme onda di marea (provocata dalla fortissima gravità suscitata dal vicino buco nero) che travolge il modulo volante, Amelia e Cooper sono costretti a tornare sull'Endurance solo dopo alcune ore, ma vengono a conoscenza da Romilly, rimasto a bordo, che nella scala di tempo terrestre l'incidente è durato ben 23 anni, trascorsi a causa dello slittamento temporale causato dall'estrema vicinanza del pianeta alla gravità di Gargantua. Cooper, turbato dalla notizia, riproduce i messaggi dalla Terra e apprende di essere diventato nonno, che Murph ha raggiunto la sua stessa età ed è diventata una scienziata sotto l'ala del professor Brand, con il quale sta cercando di risolvere l’equazione sui campi gravitazionali.
A causa dell'incidente avvenuto sul pianeta di Miller, l'equipaggio deve ora decidere quale dei due pianeti rimasti sia il più opportuno da raggiungere: Cooper propende per quello di Mann, che è più vicino ed è anche l'unico dal quale arrivino ancora informazioni, mentre Amelia opta per quello di Edmund che, secondo le informazioni ricevute, presenta le caratteristiche più vicine a quelle terrestri. Tuttavia, venuto a conoscenza della relazione amorosa che lega Amelia a Edmund, Cooper ritiene quello della scienziata solo un tentativo egoistico di rivedere il suo amato e sabota la sua proposta, preferendo attraccare sul pianeta di Mann, dove quest'ultimo è ancora vivo e ha stabilito una base.
Sulla Terra, Murph apprende con sgomento dal professor Brand, in punto di morte, che egli molti anni prima rinunciò a risolvere la sua equazione, infatti senza dei dati disponibili solo all'interno di un buco nero sarebbe stato impossibile. Rivela così di non aver mai avuto fede nella missione di evacuare l'umanità dalla Terra e stava invece pianificando di stabilire una nuova colonia umana proprio grazie alla missione portata avanti da Cooper, sua figlia Amelia e gli altri, in un altro sistema planetario. Murph, furiosa e affranta di essere stata abbandonata dal padre, trasmette queste informazioni all'equipaggio gettando nello sconforto sia Cooper sia Amelia. Mann rivela inaspettatamente di essere stato già a conoscenza del vero piano del professor Brand e che il destino dell'umanità fosse quello di ricominciare su un nuovo pianeta. Cooper non accetta tale realtà e decide, avendo fede nelle informazioni ottimistiche che Mann ha ottenuto circa il nucleo del suo pianeta, di tornare a casa, ora che la missione può considerarsi compiuta. D'improvviso però Mann attacca Cooper e prende possesso di uno dei due moduli leggeri dell'Endurance atterrati sul pianeta: aveva volutamente falsificato i dati riportati sul suo pianeta, inospitale e completamente ghiacciato dall'ammoniaca, fin dall'inizio perché desiderava egoisticamente essere salvato e raggiungere un altro dei due pianeti. Tende pertanto un'imboscata a Cooper, al quale riesce a perforare il casco per farlo soffocare, e fa saltare in aria la sua base, uccidendo Romilly. Mann tenta così di dirottare l'Endurance, ma non riesce ad attraccare correttamente, facendo esplodere il portello e uccidendosi nell'azione, mentre Cooper, salvato in tempo, e Amelia raggiungono l'Endurance danneggiata con il secondo modulo leggero, riuscendo a stabilizzarla con una pericolosa manovra.
Con risorse limitate per utilizzare i motori, Cooper propone una fionda gravitazionale intorno a Gargantua, usando il buco nero per spingerli verso il pianeta di Edmund. Essendo troppo pesanti, Cooper pianifica segretamente di sacrificarsi all'ultimo minuto, staccandosi con una navicella dall'Endurance e immolandosi dentro al buco nero, lasciando Amelia a completare il viaggio come unica sopravvissuta. La vicinanza alla gravità del buco nero causerà in poche ore uno slittamento temporale di 51 anni sulla Terra. Cooper cade oltre l'orizzonte degli eventi, ma non muore schiacciato dalla gravità del buco nero: si ritrova all'interno di un tesseratto a quattro dimensioni dove è rappresentata la libreria della camera da letto di Murph in tutti i momenti della sua vita, deducendo che, così come il wormhole, esso è stato collocato lì da futuri esseri viventi con accesso a dimensioni superiori che hanno scelto Murph per salvare l'umanità. Si rende anche conto che sfruttando le proprietà della gravità è in grado di poter spostare oggetti sulla libreria attraverso il tempo e le dimensioni, comunicando con Murph e con il suo sé stesso passato.
Sulla Terra, l'adulta Murph visita la casa della sua infanzia, ormai posseduta dall'ostile fratello Tom. Convinta che i fenomeni poltergeist del "fantasma" della sua camera da letto non fossero solo puramente casuali, nota che la lancetta dei secondi dell'orologio regalatole da suo padre si muove in modo irregolare: interpretando gli anomali ticchettii come codice Morse, riesce a decifrare le parole che il padre Cooper le sta inviando dal tesseratto e convincendosi che il suo "fantasma" sia sempre stato suo padre. Cooper fornisce alla figlia i dati scientifici sulla singolarità del buco nero in cui si trova, e la donna li usa per risolvere l'equazione della gravità del professore, permettendo così all'umanità di costruire le navi spaziali adatte per fuggire dalla Terra.
La sua missione è ora completa e Cooper viene espulso dal tesseratto e rimandato indietro attraverso il cunicolo spazio-temporale. Una nave spaziale "ranger" riesce quindi a recuperarlo mentre orbita attorno a Saturno. A causa dello slittamento del tempo intorno a Gargantua, nella scala di tempo terrestre Cooper avrebbe l'età di 124 anni e sarebbe partito per la missione 90 anni prima, sebbene non sia affatto invecchiato. Si sveglia in una stazione spaziale cilindrica costruita grazie ai suoi dati e si riunisce con Murph, ormai molto anziana e celebre scienziata, che ha aiutato gli essere umani a sopravvivere all'estinzione. Avvicinandosi alla morte, consiglia a Cooper di non aspettare di vederla morire e lo esorta a trovare Amelia Brand, che potrebbe essersi stabilita sul terzo pianeta dell'esplorazione, il quale potrebbe diventare la loro nuova casa. Cooper prende un'astronave e parte per il suo nuovo viaggio. Sull'altro pianeta, Amelia sta costruendo una nuova colonia umana: si toglie il casco e respira l'aria, dimostrando che il pianeta è in grado di sostenere la vita.

## Produzione
Il progetto entra in fase di pre-produzione nel giugno del 2006, quando la Paramount Pictures annuncia che Steven Spielberg avrebbe diretto un film di fantascienza basato su un trattato del fisico teorico Kip Thorne circa la possibilità di viaggiare tra vari sistemi solari attraverso un wormhole. Nel marzo 2007 Jonathan Nolan viene incaricato di stendere la sceneggiatura del progetto.
Nei successivi anni però il progetto resta in fase di stallo, finché nel gennaio 2013 Warner Bros. e Paramount Pictures negoziano un accordo per far dirigere il film a Christopher Nolan, il quale decide di scrivere la sceneggiatura definitiva insieme al fratello, partendo dalla bozza già stesa da quest'ultimo e inserendo nuove idee. Nel marzo dello stesso anno Christopher Nolan viene confermato alla regia del film.

### Cast
Nell'aprile 2013 vengono ufficializzati i primi attori del cast del film, Matthew McConaughey e Anne Hathaway. Successivamente altri attori di grande fama si uniscono al cast, tanto da essere nominato un All-Star cast del cinema. L'attore Irrfan Khan fu selezionato per un ruolo, ma rifiutò per il sovrapporsi delle riprese di altri due film indiani, Lunchbox e D-Day. Matt Damon entra nel cast a riprese iniziate e interpreta il ruolo del dottor Mann, le cui scene sono state filmate solo in Islanda.

### Riprese
Le riprese del film sono iniziate il 12 agosto 2013 in Canada, nella provincia di Alberta, e sono proseguite in Islanda e California. Le riprese sono state effettuate con una combinazione tra formato anamorfico 35 millimetri e IMAX 70 mm. Con i suoi 66 minuti girati in formato IMAX nativo, il film è la seconda pellicola con il maggiore minutaggio in questo formato (il primato per ora è detenuto dalla precedente opera di Nolan, Il cavaliere oscuro - Il ritorno) ed è l'ultima opera cinematografica distribuita e proiettata su tale supporto in pellicola 70 mm.
Per la prima volta nei film di Christopher Nolan il direttore della fotografia non è Wally Pfister, impegnato nelle riprese di Transcendence, ma Hoyte van Hoytema. Per motivi di sicurezza e di segretezza, venne usato come titolo di lavorazione Flora's Letter. Le riprese principali del film si sono concluse il 19 dicembre 2013.
Il budget del film è stato di 165 milioni di dollari.

### Effetti speciali
Nel film sono state usate grandi quantità di effetti speciali e miniature, mentre la Double Negative si è occupata degli effetti digitali.

### Design
Interstellar vede la presenza di tre veicoli spaziali: il ranger, l'Endurance e il lander. La funzione del ranger è simile a quella dello Space Shuttle, essendo in grado di entrare e uscire dall'atmosfera di un pianeta, mentre il lander trasporta le capsule con l'attrezzatura di sedimentazione sulle superfici planetarie. La stazione spaziale Endurance ha una struttura circolare costituita da 12 capsule: quattro con equipaggiamento per la colonizzazione planetaria, quattro per i motori, e quattro con funzione di ambiente medico, di ristoro e alloggio per l'equipaggio. Il designer Nathan Crowley disse che per l'Endurance si ispirò alla Stazione spaziale internazionale: «È un vero miscuglio di differenti tecnologie. C'è roba analogica e cose digitali, c'è un sistema di back-up ma anche interruttori e bottoni tangibili. È veramente come una specie di sottomarino nello spazio. Ogni centimetro di spazio è stato utilizzato, ogni cosa ha uno scopo».
Nel film sono inoltre presenti due robot senzienti, CASE e TARS. Nolan desiderava che i robot non avessero fattezze antropomorfe e scelse quindi un design geometrico (un parallelepipedo). Il regista disse: «Si tratta di una filosofia di design molto complicata. È basato sulla matematica. Ci sono quattro blocchi principali combinabili in tre modi diversi. Quindi ci sono tre combinazioni. Ma poi si suddividono a loro volta in altre tre. E tutti i pezzi possono essere suddivisi ancora e così via, tutto in proporzione». L'attore Bill Irwin diede la voce e manovrò i robot sul set; in seguito CASE venne doppiato da Josh Stewart e l'immagine di Irwin cancellata digitalmente in modo da non apparire sullo schermo. La stazione spaziale cilindrica che appare nel finale assomiglia ai cilindri di O'Neill, un modello teorico di habitat spaziale proposto dal fisico Gerard K. O'Neill nel 1976.

## Colonna sonora
La colonna sonora del film è stata commissionata al compositore Hans Zimmer, che ha già curato le colonne sonore della trilogia di Batman e del film Inception dello stesso Nolan. A partire dal 18 novembre 2014 è stato distribuito Interstellar: Original Motion Picture Soundtrack, contenente le tracce del film.

## Promozione
Il primo teaser trailer viene diffuso nei cinema statunitensi a partire dal 13 dicembre 2013 davanti alle copie de Lo Hobbit - La desolazione di Smaug, e viene pubblicato online il giorno seguente, 14 dicembre, sul canale YouTube ufficiale del film, seguito dal teaser trailer italiano. Il primo full trailer viene diffuso il 16 maggio 2014 da Warner Bros., sia in lingua originale che in italiano.

## Distribuzione

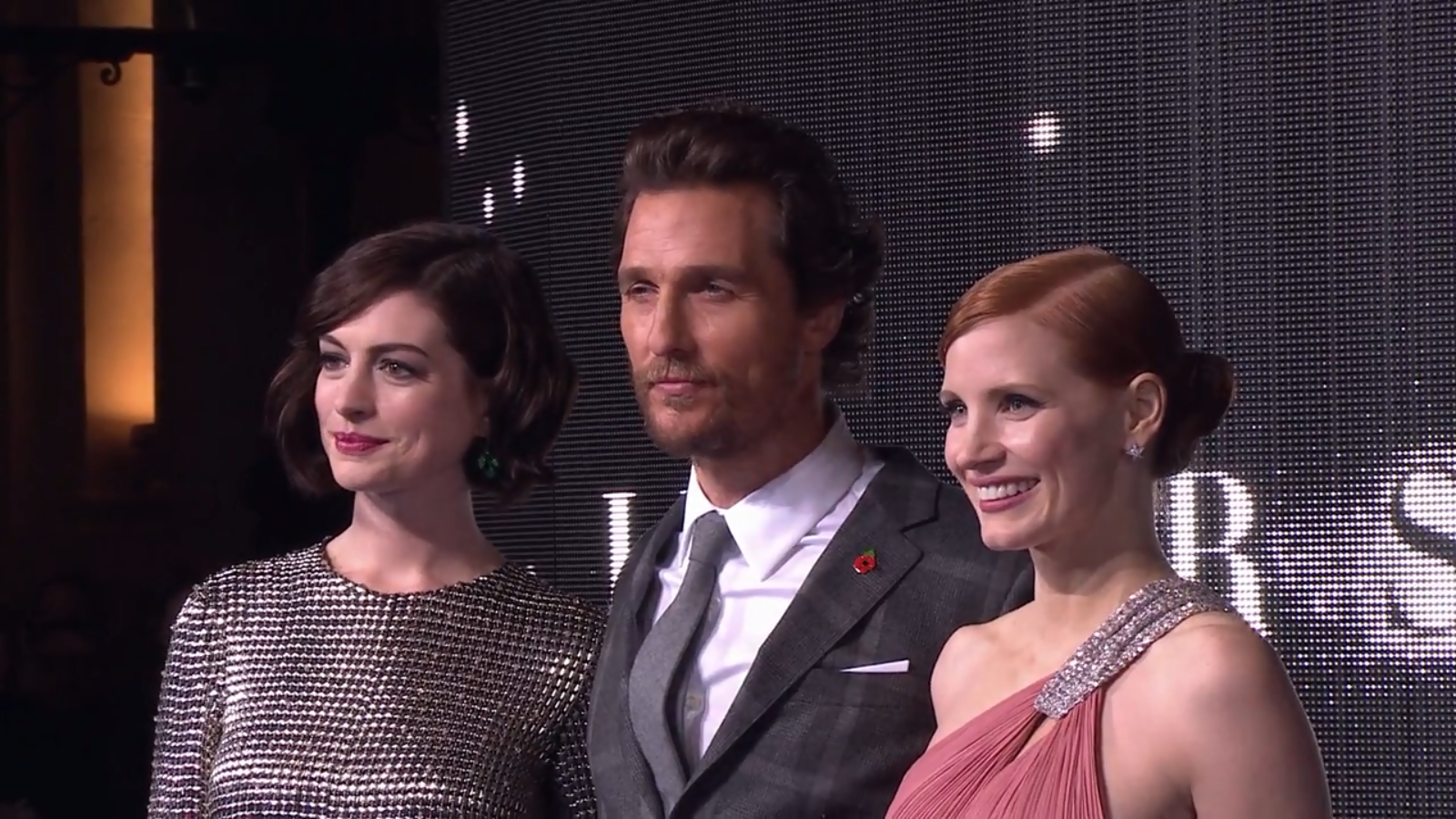
Anne Hathaway, Matthew McConaughay e Jessica Chastain durante la première del film

L'anteprima mondiale avviene al TCL Chinese Theatre, a Los Angeles, il 26 ottobre 2014, dove partecipano al red carpet il regista Christopher Nolan e gli attori Matthew McConaughey, Jessica Chastain, Anne Hathaway e Timothée Chalamet.
La pellicola è uscita nelle sale cinematografiche statunitensi il 5 novembre 2014 e in quelle italiane il 6 novembre.
A dieci anni dall'uscita, viene ridistribuito nelle sale cinematografiche per tre giorni, a partire dall'11 novembre 2024, in una versione restaurata e aggiornata alle nuove tecnologie di visione.

### Edizione italiana
La direzione del doppiaggio e i dialoghi italiani sono a cura di Marco Mete per conto della CDC Sefit Group.

## Accoglienza

### Incassi
Il film, comprese le successive riedizioni, ha incassato 758429814 $ in tutto il mondo.

### Critica
Molto atteso e anticipato online da opinioni già da prima della sua uscita, Interstellar ha ottenuto recensioni generalmente positive dalla critica, che in alcuni casi l'ha elogiato paragonandolo a film cult del genere fantascientifico come 2001: Odissea nello spazio ed esaltandone la natura stupefacente e l'audacia. Sul sito Rotten Tomatoes ha una percentuale di gradimento del 73%, mentre su Metacritic ha un punteggio di 74/100 basato su 46 recensioni.

## Riconoscimenti
- 2015 - Premio Oscar
  - Migliori effetti speciali a Paul Franklin, Andrew Lockley, Ian Hunter e Scott Fisher
  - Candidato per la miglior scenografia a Nathan Crowley
  - Candidato per la miglior colonna sonora a Hans Zimmer
  - Candidato per il miglior sonoro
  - Candidato per il miglior montaggio sonoro
- 2015 - Golden Globe
  - Candidato per la migliore colonna sonora originale a Hans Zimmer
- 2015 - British Academy Film Awards
  - Migliori effetti speciali
  - Candidato per la migliore colonna sonora a Hans Zimmer
  - Candidato per la migliore fotografia a Hoyte van Hoytema
  - Candidato per la migliore scenografia a Nathan Crowley e Gary Fettis
- 2015 - Satellite Award
  - Candidato per la miglior fotografia a Hoyte van Hoytema
  - Candidato per la miglior colonna sonora originale a Hans Zimmer
  - Candidato per i migliori effetti visivi a Andrew Lockley, Ian Hunter, Paul Franklin, Scott Fisher
- 2015 - Young Artist Award[35]
  - Candidato per la miglior performance in un film - Giovane attrice non protagonista a Mackenzie Foy
- 2015 - VES Awards
  - Miglior composizione in un film
  - Candidato per i miglior effetti visivi in un film
  - Candidato per il miglior ambiente creato in un film
  - Candidato per la miglior fotografia virtuale in un film
- 2015 - Empire Awards[36]
  - Miglior film
  - Miglior regista a Christopher Nolan
  - Candidato per il miglior sci-fi/fantasy
- 2016 - Grammy Award
  - Candidatura per la miglior colonna sonora per un film a Hans Zimmer
- 2014 - AFI Awards
  - Miglior film dell'anno
- 2014 - Critics' Choice Movie Award
  - Critics' Choice MVP Award a Jessica Chastain
  - Miglior film sci-fi/horror
  - Candidato per la miglior giovane interprete a Mackenzie Foy
  - Candidato per la miglior fotografia a Hoyte van Hoytema
  - Candidato per la miglior scenografia a Nathan Crowley e Gary Fettis
  - Candidato per il miglior montaggio a Lee Smith
  - Candidato per i miglior effetti visivi a Michael Clarke, Neil Garland e Robert L. Slater
  - Candidato per la miglior colonna sonora a Hans Zimmer
- 2014 - St. Louis Film Critics Association Awards
  - Migliori effetti speciali
  - Candidato per la miglior attrice non protagonista a Mackenzie Foy
  - Candidato per la miglior fotografia a Hoyte van Hoytema
  - Candidato per la miglior colonna sonora
- 2015 - Saturn Awards[37][38]
  - Miglior film di fantascienza
  - Miglior attore emergente a Mackenzie Foy
  - Miglior sceneggiatura a Christopher Nolan e Jonathan Nolan
  - Miglior scenografia a Nathan Crowley
  - Miglior colonna sonora a Hans Zimmer
  - Migliori effetti speciali a Paul Franklin, Andrew Lockley, Ian Hunter e Scott Fisher
  - Candidato per il miglior attore a Matthew McConaughey
  - Candidato per la miglior attrice a Anne Hathaway
  - Candidato per la miglior attrice non protagonista a Jessica Chastain
  - Candidato per la miglior regia a Christopher Nolan
  - Candidato per il miglior montaggio a Lee Smith
- 2014 - Hollywood Music In Media Awards
  - Candidato per la miglior colonna sonora a Hans Zimmer
- 2015 - Cinema Audio Society Awards
  - Candidato per il miglior missaggio sonoro in un film
- 2015 - Motion Picture Sound Editors Golden Reel Awards
  - Candidato per i migliori effetti sonori
  - Candidato per la miglior musica
- 2015 - Costume Designers Guild Awards
  - Candidato per i migliori costumi per un film ambientato nel presente
- 2015 - Teen Choice Awards[39]
  - Candidato per la miglior attrice in un film sci-fi/fantasy a Mackenzie Foy

## Accuratezza scientifica

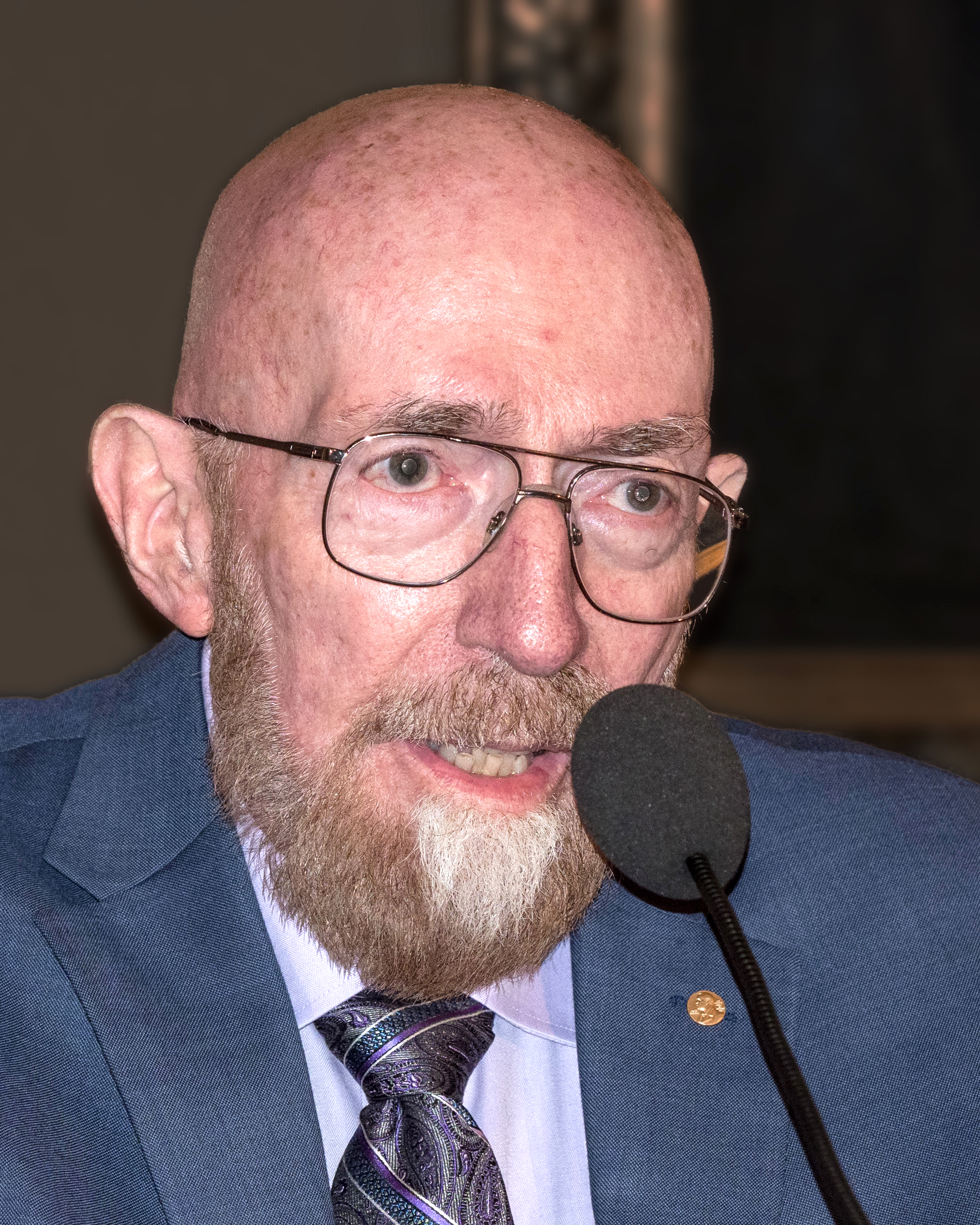
Il professor Kip Thorne del California Institute of Technology, fisico teorico che è stato consulente scientifico e produttore esecutivo del film

Circa i concetti di wormhole e buchi neri, Kip Thorne affermò di aver "lavorato sulle equazioni che permetterebbero il tracciamento dei raggi di luce mentre viaggiano attraverso un wormhole o intorno a un buco nero—quindi quello che si vede è basato sulle equazioni della relatività generale di Einstein." All'inizio del processo, Thorne stabilì due linee guida: "Per prima cosa, che niente violasse le leggi fisiche stabilite. Seconda, che tutte le stravaganti speculazioni... nascessero dalla scienza e non dalla fervida immaginazione di uno sceneggiatore." Nolan accettò questi termini a patto che non entrassero in conflitto con la realizzazione del film. A un certo punto, Thorne trascorse due settimane nel persuadere Nolan a cestinare l'idea di un personaggio che viaggia più veloce della luce. Secondo Thorne, l'elemento che ha il maggior livello di libertà artistica sono le nuvole di ghiaccio in uno dei pianeti visitati, perché sono strutture che supererebbero la forza che il ghiaccio potrebbe sostenere.
L'astrobiologo David Grinspoon criticò la situazione catastrofica dovuta alla "piaga" descritta nelle prime scene, evidenziando che anche una piaga particolarmente "affamata" avrebbe impiegato milioni di anni per ridurre il contenuto di ossigeno nell'atmosfera, quindi non sarebbe possibile che l'intera umanità si estingua nell'arco di una generazione per un motivo simile, e notò che la gravità avrebbe fatto precipitare le nuvole di ghiaccio. L'astrofisico Neil deGrasse Tyson analizzò la scienza del finale del film, concludendo che è teoricamente possibile interagire con il passato, e che "non sappiamo davvero cosa c'è dentro un buco nero, così va bene andare fino in fondo con questa idea." Il fisico teorico Michio Kaku elogiò il film per la sua accuratezza scientifica e disse che Interstellar "potrebbe impostare lo standard per i prossimi film di fantascienza". Similmente Timothy Reyes, un ex ingegnere del software della NASA, disse che la "descrizione di Thorne e di Nolan dei buchi neri, dei wormhole e l'uso della gravità è eccellente".

### Wormhole e buchi neri
Per rendere possibile la rappresentazione visiva di un wormhole e un buco nero supermassiccio rotante (che possiede un'ergosfera, a differenza di un buco nero non rotante), Thorne collaborò con Franklin e un team di 30 persone di Double Negative, fornendo pagine di equazioni teoriche agli ingegneri, che quindi scrissero dei nuovi software di rendering CGI basati su queste equazioni per creare simulazioni comprensive della lente gravitazionale causata da questi fenomeni. Alcuni frame, da soli, hanno necessitato di 100 ore di rendering e 800 terabyte di dati. Gli effetti visivi risultanti hanno dato a Thorne nuove intuizioni sulla lente gravitazionale e sui dischi di accrescimento circondanti i buchi neri, che hanno portato alla pubblicazione di tre articoli scientifici.
Inizialmente Christopher Nolan era preoccupato dal fatto che una raffigurazione scientificamente accurata di un buco nero potesse risultare non comprensibile al grande pubblico e chiese al team degli effetti visivi di alterare il suo aspetto in maniera non realistica: nel film la rappresentazione visiva non tiene conto dell'effetto Doppler, che, quando aggiunto, portava alla visione del buco nero illuminato in maniera asimmetrica in blu e in nero. Nolan credette che il pubblico non ne avrebbe compreso il motivo, quindi l'effetto Doppler venne escluso dal prodotto finito. Il regista ritenne che l'effetto completato fosse comprensibile, a patto che fossero state mantenute coerenti le inquadrature.
Secondo Space.com la raffigurazione dell'aspetto del wormhole è considerata scientificamente corretta, in quanto è stato visualizzato non come un cerchio bidimensionale ma come una sfera, con una vista distorta sulla galassia dall'altro lato. Thorne definì il disco di accrescimento del buco nero "anemico e a basse temperature—circa quella della superficie del Sole," permettendo così l'emissione di luce visibile, ma non abbastanza da consentire emissione di raggi X e di raggi Gamma, tali da minacciare i vicini pianeti e astronauti. Futura-Sciences elogiò la corretta rappresentazione del processo Penrose.

## Casi mediatici
Il 27 dicembre 2015 il sito Variety riporta la classifica dei film più piratati dell'anno, nella quale domina Interstellar, uscito nella parte finale dell'anno precedente, con 46762310 download illegali nel mondo.